# 隆希科里 (北卡羅萊納州)
隆希科里（英語：Lone Hickory）是位於美國北卡羅萊納州亞德金縣的非建制地區。

## 地理
隆希科里所處的海拔為高於海平面321米（即1053英呎），而該地所採用的時區為UTC-5，即北美东部时区（EST）。同時該地設有夏令時間，為UTC-5調快一小時，即UTC-4（EDT）。